# Gibárti vízerőmű
A Gibárti vízerőmű a Hernád folyó jobb partján, Gibárt község belterületének északi szélén található. Közúton a településen átvezető 39-es főút felől, a központban észak felé leágazva (a Petőfi utcán) érhető el, mintegy 300 méteres letéréssel.

## Története
A gibárti erőmű az ország egyik első vízerőműve volt. Egy korábbi vízimalom helyén építették, kihasználva, hogy ott már volt malomárok, s éppen ezért nem kellett hozzá külön üzemvíz-csatornát építeni. Az erőmű tervezését 1901-ben kezdték meg, 1902-ben építették és 1903-ban adták át. 1903-ban Géptermébe eredetileg két, egyenként 250 kW teljesítményű generátort helyeztek el. Az erőmű együttes legnagyobb teljesítménye 500 kW, közepes teljesítményük 320 kW volt. Tulajdonosa az ÉMÁSZ Nyrt. Ez volt hazánk első olyan vízerőműve, melyet váltóáram termelésére hoztak létre. Különlegessége, hogy még ma is az eredeti fő alkatrészekkel üzemel.
A 2019 és 2020 között végrehajtott felújítás során a komplett technológiai rendszert lecserélték, az új, korszerű turbinákkal az erőmű kapacitása közel 1 MW-ra növekedett.